# Horná Streda
Horná Streda  est un village de Slovaquie situé dans la région de Trenčín.

## Histoire
La première mention écrite du village date de 1263.

## Démographie

### Évolution de la population
| Année:               | 1994. | 2004.   | 2014.   | 2024.   |
| -------------------- | ----- | ------- | ------- | ------- |
| Nombre de personnes: | 1328  | 1264    | 1350    | 1420    |
| Différence:          |       | -4,81 % | +6,80 % | +5,18 % |

| Année:               | 2023. | 2024.   |
| -------------------- | ----- | ------- |
| Nombre de personnes: | 1415  | 1420    |
| Différence:          |       | +0,35 % |